# Fernando Rodrigues de Siqueira
Fernando Rodrigues de Siqueira (Castelo Branco, circa 1350 - Castelo Branco, 31 de agosto de 1433), também escrito na grafia antiga como Fernão Rodrigues de Siqueira (ou Sequeira), foi um nobre português, amigo pessoal e sucessor de D. João I de Portugal ao cargo de Grão-Mestre da Ordem de Avis, Comendador da Juromenha e Regedor do Reino, aquando a expedição militar a Ceuta, em 1415. 

## Biografia
Fernando Rodrigues de Sequeira, nasceu, presumivelmente em 1350, numa das casas senhoriais da Rua do Cavaleiro, em Castelo Branco. Filho de Rodrigo Eanes e de D. Maria Afonso.
Rodrigo Eanes (- 1368?), seu pai, possuía  um considerável património, principalmente na vila de S. Vicente da Beira e no seu termo, e também em Covilhã, Sarzedas, Castelo Novo, entre outros.
Sua família possuía, no corpo da Igreja Matriz de Santa Maria do Castelo, um jazigo levantado junto do púlpito na parte direita, onde foi sepultada sua bisavó materna, D. Estevaínha e posteriormente sua mãe D. Maria Afonso, conforme fazia memória um letreiro que ali existiu: "Aqui jaz lá madre de Fernão Rodrigues de Siqueira Mestre de cavalaria de Aviz."
Conheceu o Príncipe João, o futuro mestre de Avis, ainda em criança tendo sido o seu aio pessoal, e professor de cavalaria, com o qual desenvolveu uma amizade que duraria o resto da vida de ambos. Com a morte de D. Frei Martim de Avelar então mestre de Avis em 1364, foi o Príncipe D. João, ainda muito novo, feito Mestre de Avis com dispensa do Papa continuando a ter por seu aio e conselheiro, Fernando. 
Com a morte de seu pai, depois de 1368, e de sua mãe, Fernando adquire um património considerável; património este, que futuramente, iria anexar à Ordem de Avis.
No ano de 1370, é eleito Comendador-Mor da Ordem de Avis.

### Crise de 1383–85
Com a erupção da crise dinástica de 1383, apoiou o seu amigo, e senhor, D. João às pretensões ao trono português. Com a eclosão da crise, manteve-se sempre muito próximo e defensor do partido do Mestre, tendo por isso participado no Cerco de Lisboa, e, no ano seguinte, na Batalha de Aljubarrota.
Foi nomeado Fronteiro-Mor do Reino.
Com a vitória e aclamação de D. João como Rei de Portugal, este torna-se uma das figuras mais poderosas e influentes do Reino. De mesmo modo, o cargo de Mestre de Avis torna-se vacante. Com a necessidade deste ser ocupado especialmente por alguém, tanto com experiência como com ligações políticas a D. João, torna-se assim Fernando Rodrigues de Siqueira o candidato perfeito ao cargo do mesmo, enunciando não só a sua proximidade ao rei, como a confiabilidade que o mesmo tinha em ele.

### Como Grão-Mestre da Ordem de Avis
A 3 de outubro de 1387, o conselho da Ordem elege Fernando Lopes de Siqueira como seu Grão-Mestre.
Após a sua eleição, é enviada uma petição no seio da Ordem de Avis, pelo seu prior, cavaleiros e freires ao Papa Clemente VII, de modo a confirmar a eleição de Fernando Rodrigues de Siqueira como Grão-Mestre da Ordem. O Papa, emite um despacho favorável, dado em Roma a 20 de dezembro desse mesmo ano. Não obstante, a Ordem de Calatrava continuava a reclamar para si soberania e hierarquia sobre a Ordem de Avis.
Durante o seu governo como mestre da Ordem de Avis, são doadas inúmeras terras à Ordem, desde várias terras que eram da posse pessoal de Fernando Lopes de Siqueira, herdados tanto de sua mãe como de seu pai,  como da própria Rainha, depois da petição deste por meio do rei.
Em 1401, manda edificar a igreja de Nossa Senhora das Neves, em Borba e, no qual há a seguinte inscrição: "Esta igreja é da ordem de Aviz: mandou-a fazer o muito nobre Senhor D. Frei Fernando Roiz de Sequeira, Mestre de Cavalaria e da Ordem de Avis, no ano da era de 1401."
Em fevereiro de 1404, por Bula de Gregório XII, o mestre havia sido habilitado a ceder bens da Mesa Mestral, ou sendo por si adquiridos, a parentes ou servidores, situação que tornou extensa a outros, facto pelo qual foi por isso alvo de algumas criticas.
Em 1414, veio a Portugal o mestre de Calatrava D. Gonçalo Nunes de Gusmão, reclamar a obediência que a ordem portuguesa de Avis devia, pela sua instituição, à ordem espanhola de Calatrava, mas viu malogrados os seus intentos, visto os cavaleiros de Avis recusaram-se completamente a reconhecer a supremacia do grão-mestre espanhol, que se queixou ao Concílio de Basileia e efetivamente alcançou um breve, já depois da sua morte, em 1436 para que a ordem de Avis se colocasse na dependência da de Calatrava; mas o embaixador português junto do concilio, D. Afonso Pereira, alcançou do papa Eugénio IV uma bula, pela qual ficou a ordem de Avis separada para sempre da de Calatrava. 
Pertenceu ao Concelho Régio e ficou por Defensor do Reino quando D. João I passou por África, em 1415, à conquista de Ceuta. 
Fernando Rodrigues de Siqueira falece, a 31 de agosto de 1433, tendo o cargo de Grão-Mestre da Ordem de Avis passado para D. Fernando de Portugal, o Infante Santo.
Foi o último mestre eleito em Capítulo Geral, passando depois a administração da Ordem para as mãos da Coroa Real, após o seu governo de quarenta e seis anos à frente da Ordem até à sua morte.

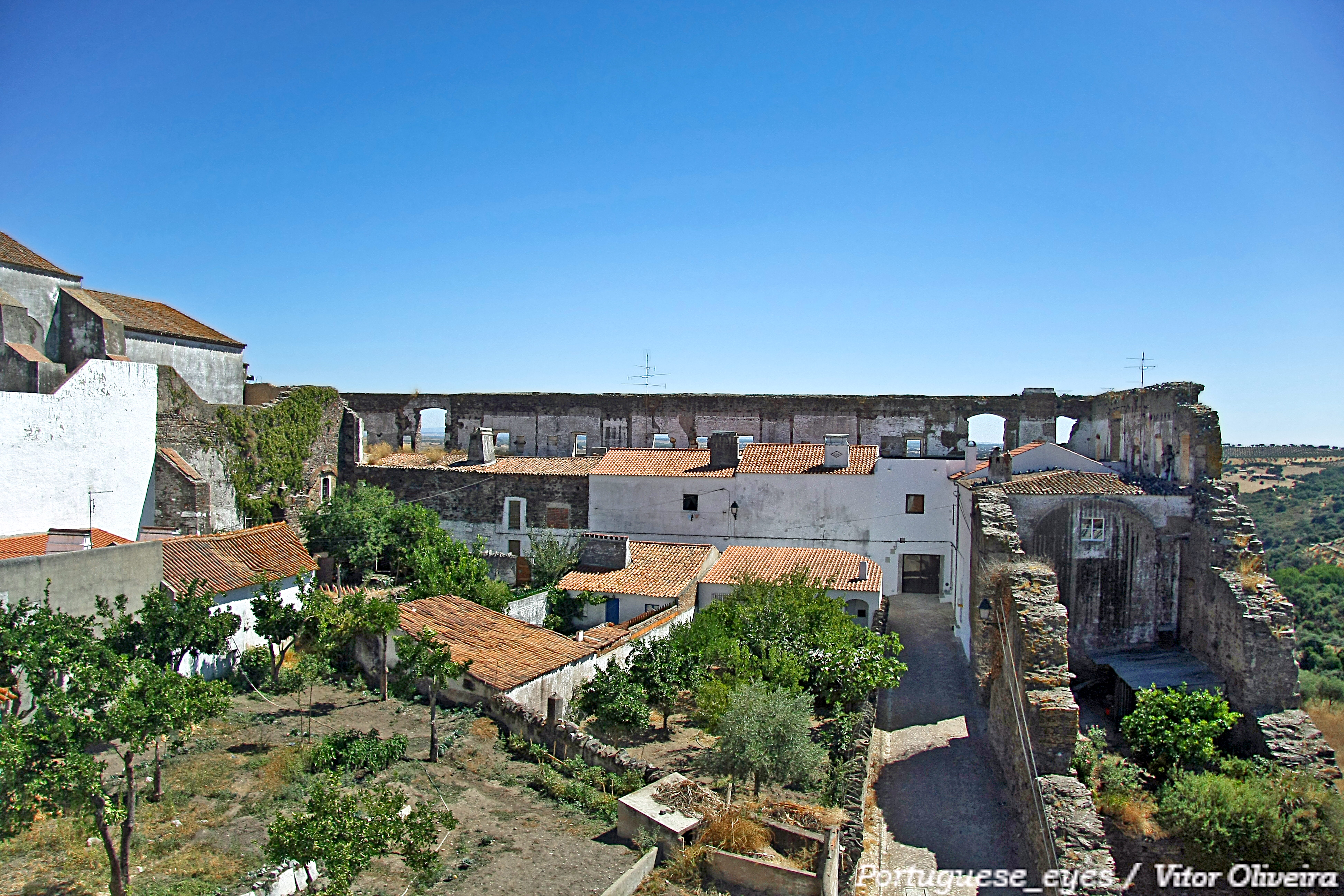
Convento de São Bento de Avis

Está sepultado no batistério da igreja conventual de Avis, numa urna de mármore amarela que mandara construir. Na parede fronteira à urna, existe uma lápide com a cruz  de Avis sobreposta pelas armas dos Sequeiras; elmo e penacho sobre o escudo e, ainda, a roda da fortuna ou da Santa Catarina, com a seguinte divisa: Avis. Avis. Sequeira. Sequeira; na parte inferior uma inscrição faz sucinta memória dos factos mais salientes da vida do 24 ª Mestre da Ordem de Avis.

### Descendência
Devido aos seus votos religiosos, não poderia contrair matrimónio. No entanto, era amante de D. Catarina Franca. Deste relacionamento, surgiram quatro filhos, os quais foram posteriormente legitimados. 
1. Nuno Afonso de Sequeira
2. Nuno Fernandes de Sequeira - legitimado a 1394;
3. Garcia Rodrigues de Sequeira, Comendador-Mor da Ordem de Avis, Comendador de Juromenha e Alcaide-Mor do Alandroal;
4. Violante Rodrigues de Sequeira - legitimada por carta régia a 1470, freira em Santa Clara de Santarém;